# لوئیجی رانداتزو
لوئیجی رانداتزو (انگلیسی: Luigi Randazzo؛ زادهٔ ۳۰ آوریل ۱۹۹۴) بازیکن والیبال اهل ایتالیا است. لوئیجی در حال حاضر عضو تیم ملی والیبال ایتالیا و باشگاه چیتا دی کاستلو است. وی در سال ۲۰۱۴ برای اولین بار توسط مائورو بروتو به تیم ملی ایتالیا دعوت شد.